# Lautarus concinnus
Lautarus concinnus är en skalbaggsart som först beskrevs av Philippi F. 1859.  Lautarus concinnus ingår i släktet Lautarus och familjen långhorningar. Inga underarter finns listade i Catalogue of Life.